# Зруб (Черниговская область)
Зруб (укр. Зруб) — село в Нежинском районе Черниговской области Украины, рядом с дренажной системой канала Смолянка. Население 157 человек. Занимает площадь 0,878 км².
Код КОАТУУ: 7423385602. Почтовый индекс: 16631. Телефонный код: +380 4631.

## Власть
Орган местного самоуправления — Кукшанский сельский совет. Почтовый адрес: 16631, Черниговская обл., Нежинский р-н, с. Кукшин, ул. Власенко, 8.